# Фабіан Шнельгардт
Фабіан Шнельгардт (нім. Fabian Schnellhardt, нар. 12 січня 1994, Ляйнефельде-Ворбіс, Німеччина) — німецький футболіст, центральний півзахисник клубу «Дармштадт 98».

## Ігрова кар'єра
Свою футбольну кар'єру Фабіан Шнельгардт починав у клубі «Рот-Вайс» з міста Ерфурт. Пізніше він приєднався до молодіжної команди клубу «Кельн». У серпні 2012 року футболіст дебютував у другій команді «Кельна» у Регіональній лізі. У вересні 2013 року Шнельгардт зіграв свою єдину гру в основі у турнірі Другої Бундесліги.
Перед початком сезону 2014/15 футболіст перейшов до клубу «Дуйсбург», з яким починав у Третій лізі, але за результатами сезону 2016/17 піднявся разом з клубом до Другої Бундесліги. Один сезон півзахисник провів в оренді у «Гольштайні».
Після того, як у 2019 році «Дуйсбург» знову вилетів до Третьої ліги, Шнельгардт розірвав контракт з клубом,який діяв ще один сезон і підписав трирічну угоду з клубом «Дармштадт 98». У грудні 2021 року Шнельгардт продовжив контракт з клубом до 2024 року.

### Збірна
У 2011 році у складі збірної Німеччини (U-17) Шнельгардт брав участь у юнацькому чемпіонаті світу у Мексиці. Також в оому році футболіст грав у юнацькій першості Європи для грааців, віком до 17 - ти років.